# Middenschouwen
Middenschouwen is een voormalige gemeente in de Nederlandse provincie Zeeland. De gemeente ontstond op 1 januari 1961 door samenvoeging van (het grootste deel van) de gemeenten Duivendijke, Elkerzee, Ellemeet en Kerkwerve. Het gemeentehuis stond in Scharendijke. Sinds de gemeentelijke herindeling van 1 januari 1997 maakt het gebied deel uit van de gemeente Schouwen-Duiveland.
Middenschouwen was landelijk van karakter en kende ook enig toerisme, echter lang niet zoveel als het naburige Westerschouwen. In het zuiden grensde de gemeente aan de Oosterschelde, in het noorden aan de Grevelingen. De Brouwersdam, die de Grevelingen van de Noordzee scheidt, sluit aan op het land bij Scharendijke. In 1996, een jaar voor de opheffing, had de gemeente 2706 inwoners; de oppervlakte bedroeg 52,69 km², waarvan 7,28 km² water.

## Vlag
De gemeentevlag had een rode bovenste helft, de onderste helft bestond uit vier witte en blauwe banen. In de broektop stonden drie met een groen lint samengebonden korenaren, welke geïnspireerd waren door het agrarische karakter van de gemeente. De vlag werd door de gemeenteraad vastgesteld op 19 februari 1965.